# Mäuerach
Mäuerach (veraltet auch Mäurach oder Meurach) ist ein Wohngebiet in der Nähe der Stadt Pforzheim in Baden-Württemberg. Es gehört verwaltungstechnisch zum Stadtteil Eutingen, der 1975 eingemeindet wurde.

## Lage
Der Ort ist östlich der Stadt Pforzheim auf einem gerodeten Plateau oberhalb der Enz (352 m ü. NN) gelegen und wird U-förmig vom sogenannten Fleck- und Kanzlerwald (Mischwald) umschlossen. Mäuerach liegt in der Nähe zum ehemaligen Landesgartenschaugelände in den Enzauen und hat direkten Zugang zu den Wanderwegen des Schwarzwaldes.

## Geschichte
Der Ortsteil wurde bis zum Ende des Zweiten Weltkriegs vor allem durch parzellierte Kleingärten genutzt. Diese waren im Ersten Weltkrieg vom Dorf Eutingen an Pforzheimer Bürger verkauft worden, die dort Gärten anlegten. Bis heute wird Mäuerach wegen seiner einst berühmten Kirschblüte auch „Kerschemeirich“ (Kirschen-Mäuerach) genannt. Erste ständige Bewohner waren ausgebombte Pforzheimer, die ihre Gartenhäuser als Obdach nutzten und im Laufe der Zeit immer weiter an- und ausbauten. 1949 wurde Mäuerach ans öffentliche Wassernetz angeschlossen, erst 1961 ans Abwassernetz. Ab 1982 wurden Gasleitungen verlegt. Ab Mitte der 1960er Jahre verstärkte sich die Bautätigkeit. Vor allem Einfamilien- sowie Reihen- und kleinere Mehrfamilienhäuser wurden gebaut. In den 1970er Jahren wurde die alte Holzkirche durch ein modernes Evangelisches Gemeindezentrum mit Kindergarten ersetzt. Die Einweihung der Friedenskirche erfolgte am 17. November 1973, die Glocke wurde von der provisorischen Holzkirche übernommen.

## Verkehr
Es verkehren Busse im 30-Minuten-Takt ins Zentrum von Pforzheim. Sonntags sowie Samstagnachmittags und spät abends im 60-Minuten-Takt. Zudem Schulbusse Richtung Karl-Friedrich-Schule. Es existiert ein Rufbus (3-mal täglich regulär) zum Ortsteil Eutingen.

## Sonstiges
1963 wurde ein Erinnerungsstein an den Großangriff auf Pforzheim am 23. Februar 1945 aufgestellt, der mittlerweile in die öffentliche Grünanlage verlegt wurde.
Bei Ausgrabungen im benachbarten Kanzlerwald (zehn Minuten Fußweg) wurden die sogenannten „Römischen Ruinen“ eines ehemaligen Gutshofes, einer „Villa Rustica“, aus dem 2. Jahrhundert freigelegt.